# Subálgebra
- Portal:Matemática. Contenido relacionado con Matemática.

En álgebra abstracta, un subálgebra de un álgebra A es un subgrupo S de A que también tiene la estructura de un álgebra del mismo tipo cuando las operaciones algebraicas se restringuen a S. Como los axiomas de las estructuras algebraicas en el álgebra universal se describen por leyes de ecuaciones, lo único que es necesario comprobar es que S sea cerrado con las operaciones heredadas.
Por ejemplo, un subgrupo de un grupo G es S de G tal que:
- la identidad e de G desde S (tal que S sea cerrado bajo la constante de operación constante);
- si x viene de S, luego x-1 (tal que S sea cerrado bajo la operación inversa);
- si x e y viene de S, luego x * y (tal que S sea cerrado bajo la operación de multiplicación de grupos).

En el caso de grupos, es suficiente comprobar que S no sea un conjunto vacío, y que x e y siempre también contenga x-1 * y. Sin embargo, en más situaciones generales, no es seguro hacer análogas presunciones, por ende cada operación debe comprobarse.
El término subálgebra también se usa en el contexto de tipos específicos de álgebras tales como las álgebra asociativas y las álgebras de Lie. En esos contextos, se debería pensar específicamente en las estructuras algebraicas relevantes para ellos.
- Datos: Q629933